# 企業担保法
企業担保法（きぎょうたんぽほう、昭和33年4月30日法律第106号）は、企業担保権に関する日本の法律である。

## 内容
企業担保権とは、株式会社の発行する社債を担保するために設定される、その会社の総財産を一体として目的とする担保権をいう（1条1項）。
企業担保権の権利の取得者を企業担保権者と呼ぶ。企業担保権者は、現にその会社に属する総財産につき、他の債権者に先だって、債権の弁済を受けることができる（2条1項）、ただし、先取特権・質権・抵当権等には劣後する（7条）。
企業担保権の設定・変更のためには公正証書が必要であり（3条）、かつ登記が効力要件である（4条）。

## 構成
- 第一章　企業担保権（第一条―第九条）
- 第二章　企業担保権の実行 
  - 第一節　総則（第十条―第十八条）
  - 第二節　実行手続の開始（第十九条―第二十九条）
  - 第三節　会社の総財産の管理（第三十条―第三十六条）
  - 第四節　換価（第三十七条―第五十条）
  - 第五節　配当（第五十一条―第五十五条）
  - 第六節　雑則（第五十六条―第五十九条）
- 第三章　罰則（第六十条―第六十二条）
- 附則